# Giovanni Battista di Quadro
Giovanni Battista di Quadro (en polonais : Jan Baptysta Quadro ; en latin : Joannes Baptista Quadro) est un architecte italo-suisse de la Renaissance, l'un des plus célèbres d'Europe centrale.
Élève de Lazzaro Baldi, ses œuvres et réalisations se situent principalement à Poznań en Pologne, où il meurt entre le 10 avril 1590 et le 16 janvier 1591.

## Œuvres Principales
- Pierre tombale de l'évêque Polonais Adam Konarski se trouvant dans la cathédrale de Poznań
- Bâtiment de l'hôtel de ville de Poznań (reconstruction style Renaissance en 1563 et rénovation en 1573, en 1890 le bâtiment a été démoli, et reconstruit après la Seconde Guerre mondiale)
- Hôtel de ville de Krobia.
- Château de Varsovie (1568 - 1572)